# Samojedna Skałka
Samojedna Skałka (słow. Samojedna skalka) – turniczka położona na wysokości ok. 1805 m w dolnej części Bździochowej Grani w słowackich Tatrach Wysokich. Jest utworzona z wapieni i znajduje się w odcinku grani biegnącym od wierzchołka Żółtej Czuby na północ do Czarnogórskiej Czuby. Od Żółtej Czuby oddziela ją Przełączka pod Żółtą Czubą, od Czarnogórskiej Czuby – Czarnogórska Przełączka. Samojedna Skałka tkwi w grani tuż powyżej Przełączki pod Żółtą Czubą – wyżej położonej ze wspomnianych dwóch przełęczy.
Stoki zachodnie opadają z grani do Doliny Jaworowej i nazywane są Portkami. Spod turni zbiega na zachód grzęda rozdzielająca dwie odnogi Żlebu do Portek. Z kolei na wschód od Samojednej Skałki znajduje się Dolina Kołowa. Wschodnie zbocza poniżej turni porośnięte są trawą i kępami kosodrzewiny, a w ich dolnej części znajduje się długi pas urwistych skał.
Na Samojedną Skałkę nie prowadzą żadne szlaki turystyczne, natomiast najdogodniejsze drogi dla taterników są bardzo łatwe i wiodą od zachodu przez Portki, żlebem z Doliny Kołowej oraz z Polany pod Upłazem przez wierzchołek Czarnogórskiej Czuby.

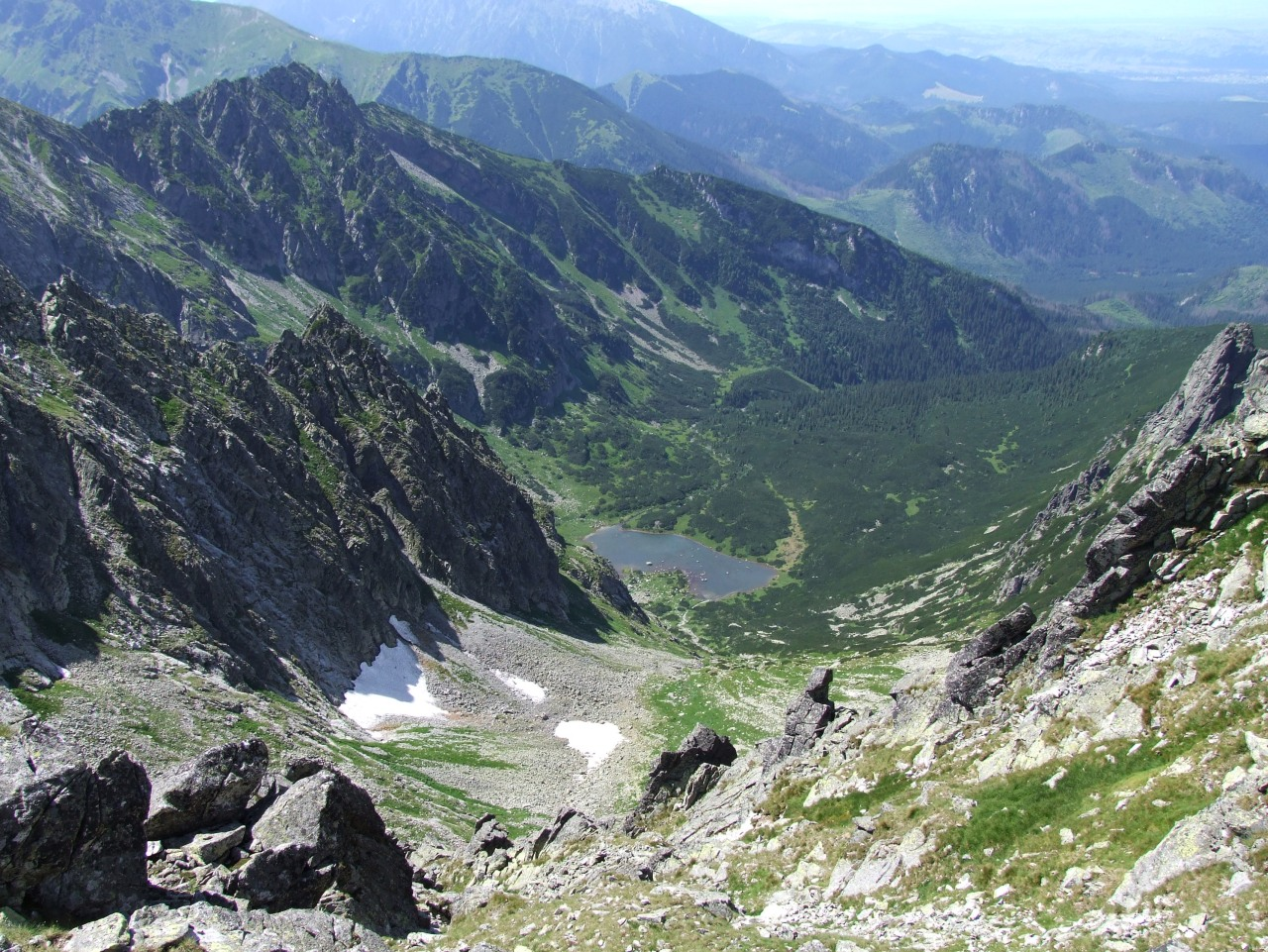
Samojedna Skałka na prawo od trawiastej przełęczy pośrodku zdjęcia

Turnia od dawna była uczęszczana przez myśliwych i pasterzy.